# Chácaras Rio-Petrópolis

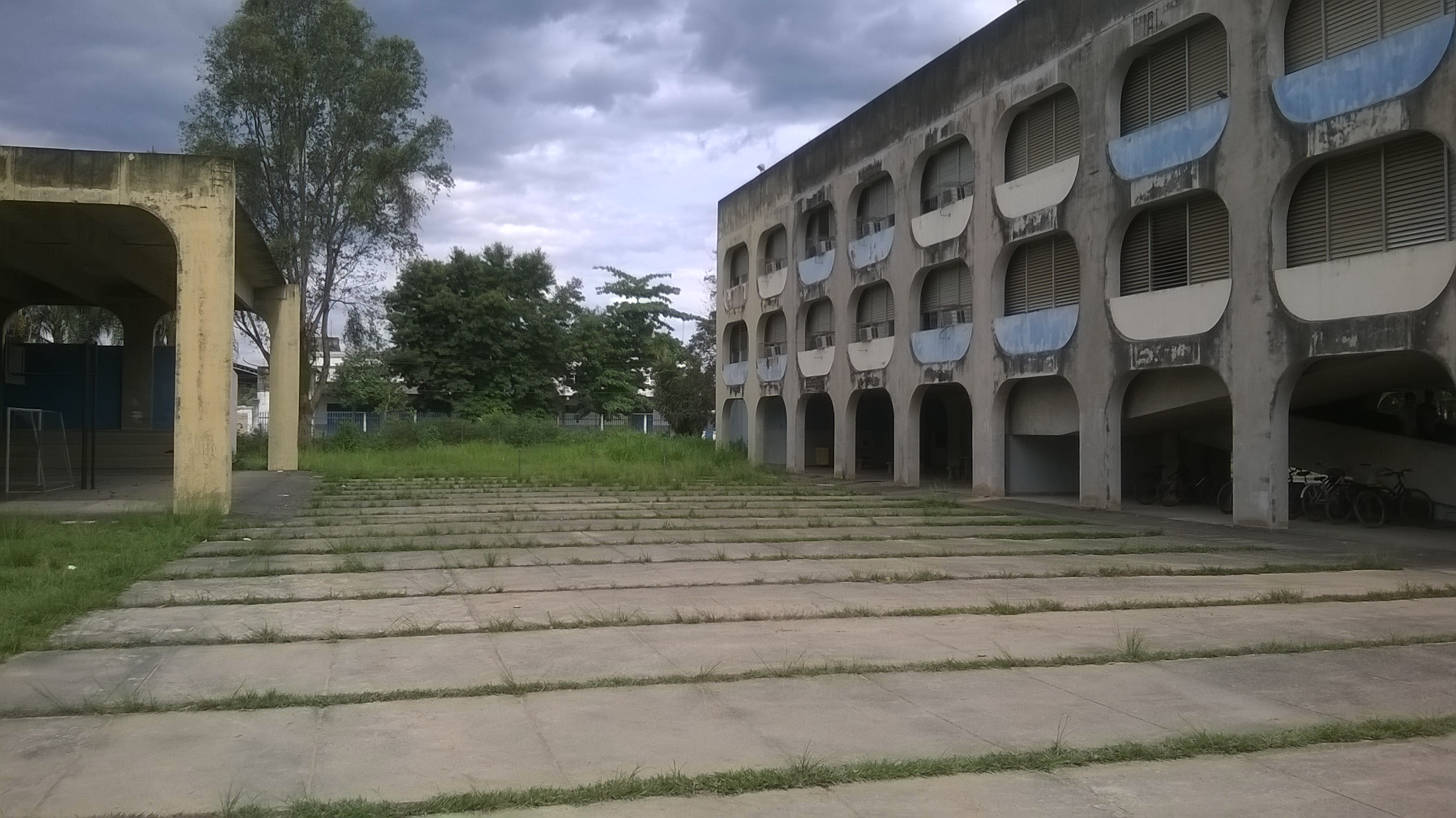
CIEP em Chácaras Rio-Petrópolis

Chácaras Rio-Petrópolis (mais conhecida como Figueira) é um bairro localizado no município de Duque de Caxias, no estado do Rio de Janeiro.

## Bairros Vizinhos
- Santa Cruz da Serra
- Parque Eldorado
- Chácaras Arcampo (Vila Maria Helena)
- Jardim Primavera
- Pilar
- Cidade dos Meninos
- Capivari

## Estradas Principais
- Estrada São Lourenço: liga a Rodovia W. Luís até o bairro Capivari
- Estrada Velha do Pilar: liga a entrada Figueira até a Estrada São Lourenço
- Avenida Dona Teresa Cristina: liga o Pilar até Santa Cruz da Serra (passando por toda a Figueira)

## Desenvolvimento
Algumas estradas desse bairro não são asfaltadas e o comércio é afastado das casas, com acesso feito somente por bicicleta, carro ou ônibus. E as linhas de ônibus são das empresas União (Caxias - Capivari) e Trel (Central-Capivari).